# 布里奇曼 (明尼蘇達州)
布里奇曼（英語：Bridgeman）是位於美國明尼蘇達州卡斯縣梅鎮區的一個非建制地區。

## 地理
布里奇曼所處的海拔為高於海平面397米（即1302英呎），而該地所採用的時區為UTC-6，即北美中部時區（CST）。同時該地設有夏令時間，為UTC-6調快一小時，即UTC-5（CDT）。